# کلمن تورپین
کلمن تورپین (متولد ۱۶ آوریل 1۱۹۸۲) یک داور فوتبال اهل فرانسه می‌باشد . وی در فصل ۱۳–۲۰۱۲ در لیگ فوتبال قهرمانان اروپا داوری کرده‌است.